# 八杉龍一
八杉 龍一（やすぎ りゅういち、1911年〈明治44年〉9月6日 - 1997年〈平成9年〉10月27日）は、日本の生物学史家。東京工業大学教授、早稲田大学教授を歴任。

## 経歴
1911年、ロシア語学者の八杉貞利の子として東京に生まれた。東京帝国大学理学部動物学科を卒業。実験動物学から生物学史研究に研究テーマを広げた。
1947年（昭和22年）、『自然科学』8月号にて「ルイセンコ学説について」を発表。日本国内でルイセンコ論争が盛んになる契機を作った。
1962年（昭和37年）、東京工業大学教授に着任。1972年（昭和47年）、早稲田大学教授となった。

## 研究内容・業績
- 進化論、生物学史を中心に多くの啓蒙的著作、翻訳を残した。
- 一方、ルイセンコ学説の支持者でもあった。

## 受賞・栄典
- 1951年：『動物の子どもたち』で毎日出版文化賞を受賞。
- 1959年：『人間の歴史』で産経児童出版文化賞受賞。

## 家族・親族
- 娘：百々佑利子は英文学者。
- 父：八杉貞利は言語学者(ロシア語)。

## 著書
- 『ダーウィン種の起源』霞ヶ関書房 1947
- 『生物学の方向』アカデメイア・プレス 1948
- 『ダーウィニズムの諸問題』理学社 1948
- 『動物と植物』大雅堂(新少年文庫)　1949
- 『ラマルクからダーウィンへ』日本評論社 1949
- 『進化と創造』岩波新書 1949
- 『ロシヤの科学者』弘文堂(アテネ文庫)　1949
- 『生物学 生きているとはどういうことか』光文社 1950
- 『近代進化思想史』中央公論社 1950
- 『ダーウィンの生涯』岩波新書 1950、改版2018、岩波書店 1995
- 『動物の子どもたち』光文社 1951
- 『二十世紀人 われらはどう生きているか』光文社 1952
- 『人間生物学 科学は生命をどう見るか』光文社 1953
- 『生きものの歴史 大昔から地球を支配してきた動物たち』光文社 1954
- 『ダーウィン』講談社(世界伝記全集)　1955
- 『人間の歴史』あかね書房(少年少女最新科学全集)　1958
- 『レンゲの花とミツバチのはなし』麦書房 1958
- 『いのちの化学 人間はどこまで機械か』講談社現代新書 1964
- 『科学的人間の形成』明治図書出版 1964
- 『進化学序論 歴史と方法』岩波書店 1965
- 『続・科学的人間の形成』明治図書出版 1965
- 『科学・創造・人間』明治図書出版 1968
- 『少年少女のための進化論 1)動物はどこからきたか 』あすなろ書房 1969
- 『少年少女のための進化論 2)生命のはじまり』あすなろ書房 1969
- 『進化論の歴史』岩波新書 1969
- 『論文・レポートの書き方』明治書院・作法叢書 1971
- 『人間と環境と教育』明治図書出版 1972
- 『一生物学者の思索と遍歴』岩波書店 1973
- 『生物学的人間像』青土社 1976
- 『科学とは何か』東京教学社 1979
- 『たまきはる』私家版 1981
- 『生物学と私』青土社 1982
- 『生物学の歴史』日本放送出版協会・NHKブックス(上下)　1984
- 『生命論と進化思想』岩波書店(科学ライブラリー)　1984
- 『歴史をたどる生物学』東京教学社 1985
- 『図解科学の歴史』東京教学社 1988
- 『ダーウィンを読む』岩波書店(岩波セミナーブックス)　1989

### 編著共著
- 『ソヴェートの科学』 日本評論社 1949
- 『ソヴェト生物学論争 ルイセンコ学説を中心に』高梨洋一共著 ナウカ社 1949
- 『生物学事典』真船和夫共編 霞書房 1950
- 『生命』毎日新聞社(毎日ライブラリー)　1951
- 『助けあう生物たち』日高敏隆共著 金子書房 1953
- 『生物科学辞典』碓井益雄、真船和夫共著 みすず書房 1956
- 『生命のふしぎ』大滝哲也、日高敏隆共著 小学館 1961
- 『生命とはなにか』 河出書房新社 1964
- 『論文・レポートの書き方』竹内敬人共著 改訂版 明治書院 1975
- 『金婚』八杉泰子共著 岩波ブックサービスセンター 1987

### 翻訳
- トマス・ヘンリー・ハツクスリー『自然に於ける人間の位置』小野寺好之共訳 日本評論社 1949
- J・B・S・ホールデン『人間とはなにか』岩波新書 1952
- ヴェルジーリン『植物とわたしたち』日高敏隆共訳 岩波少年文庫 1956
- ショシャール『人間の生物学 行動と思考の生理的基礎』八杉孝三共訳 岩波書店 1959
- A.J.カールソン、V.ジョンソン『人間のからだ』八杉孝三共訳 パトリア書店, 1960
- ダーウィン『ビーグル号航海記』 /ウォーレス『南海の自然』あかね書房(少年少女世界ノンフィクション全集) 1961
- チャールズ・シンガー『技術の歴史』平田寛共訳編 筑摩書房 1962-1964
- フォックス『奇跡の医学』/クルーフ『生命とたたかう人びと』あかね書房(少年少女20世紀の記録)1963
- ダーウィン『種の起原』岩波文庫 1963-1971 / 改訳 全2巻 1990
- ヘルベルト・ヴェント『動物の世界と進化』牧書店 1968
- アレクサンダー・ドロジンスキ『モスクワの奇跡 四度生きかえった男』河出書房 1968
- 『ダーウィン自伝』ノラ・バーロウ編、江上生子共訳 筑摩書房「筑摩叢書」 1972 / ちくま学芸文庫 2000
- アイブル＝アイベスフェルト『ガラパゴス』八杉貞雄共訳 思索社 1972
- ロバート S.デロップ『新しきプロメテウスたち 現代科学の創造力と破壊力』八杉貞雄共訳 番町書房 1972
- T.サヴォリ『動物界の階層 分類の方法と原理』八杉貞雄共訳 河出書房新社 1973
- アイブル=アイベスフェルト『環礁の王国』八杉貞雄共訳 思索社 1973
- ハンソン『動物の分類と進化』岩波書店 1975
- アードルフ・ポルトマン『生命あるものについて 生物の科学と人間』紀伊国屋書店 1976
- C.U.M.スミス『生命観の歴史』岩波書店 1981
- アドルフ・ポルトマン『生物学から人間学へ ポルトマンの思索と回想』思索社 1981、新思索社 2006
- テュイ・ド・ロイ・ムーア『神秘の島ガラパゴス』小学館 1983
- J.C.マクローリン『動物進化の物語 なぜいろいろな生き物がいるのか』岩波書店 1984
- イリヤ・メチニコフ『人の生と死 メチニコフの人性論』新水社 1991
- 『ダーウィニズム論集』編訳 岩波文庫 1994
- スティーヴ・パーカー『ダーウィン』岩波書店(世界を変えた科学者)　1995